# Vivid.pl
Vivid.pl Spółka Akcyjna – polskie przedsiębiorstwo handlu detalicznego z siedzibą w Warszawie, prowadzące sklep internetowy Vivid.pl z książkami, muzyką, grami i filmami.
Przedsiębiorstwo powstało w 1998 roku. Początkowo zajmowało się sprzedażą płyt kompaktowych, rozszerzając następnie ofertę o multimedia i filmy. W 2001 roku rozpoczęło sprzedaż książek i zabawek.
W przeprowadzonym w 2005 roku przez portal Money.pl i tygodnik Wprost rankingu najlepszych polskich sklepów internetowych, Vivid.pl uplasował się na drugiej pozycji w kategorii "muzyka", pomiędzy Merlinem.pl a Stereo.pl. W kategorii "książki" zajął piąte miejsce, a w "filmach" – szóste.
W roku 2005 przychody spółki osiągnęły 3,4 mln zł, co według Gazety.pl pozwalało zaliczyć sklep do krajowej czołówki "e-handlu" w tej branży. Rok 2006 był gorszy – do września Vivid.pl miał przychody rzędu 2 mln zł. W kolejnym rankingu Wprost i Money.pl sklep spadł na szóste miejsce w kategoriach "książki" i "muzyka", w "filmach" zaś zajął piątą pozycję.
W październiku 2006 roku 90% akcji przedsiębiorstwa kupiła Telefonia Dialog, płacąc za nie 2,15 mln zł. Inwestycja nie była jednak udana – spółka przynosiła straty i we wrześniu 2008 opublikowano informację o planowanym ogłoszeniu jej upadłości z powodu utraty płynności finansowej. 25 września KGHM, właściciel Dialogu, złożył w sądzie wniosek o ogłoszenie upadłości Vividu. Sąd ogłosił upadłość spółki 29 września, a 30 września na stronie internetowej sklepu pojawił się komunikat o zaprzestaniu sprzedaży.

## Dane finansowe
Przychody spółki w latach 2004-2007 (bez uwzględnienia fakturowanych kosztów wysyłki):
|                      | 2004 | 2005 | 2006 | 2007 |
| przychód (w tys. zł) | 2478 | 3100 | 2309 | 2252 |